# سید حمید سجادی
سیّد حمید سجادی هزاوه (زادهٔ ۱ فروردین ۱۳۴۸) ورزشکار ایرانی بازنشسته، سیاستمدار و مدیر اجرایی ورزشی است که از ۳۱ مرداد ۱۴۰۲ با حکم رئیس‌جمهور عضو شورای عالی ورزش است. وی در دولت سیزدهم به‌عنوان وزیر ورزش و جوانان فعالیت می‌کرد. او در بهمن ۱۴۰۱ توسط اتحادیه اروپا به دلیل نقشش در سرکوب اعتراضات و نقض حقوق بشر تحریم شد.

## زندگی شخصی
سید حمید سجادی هزاوه زاده ۱ فروردین ۱۳۴۸ در تهران، ایران است. وی همچنین عضو حزب جامعه اسلامی بوده‌است. او دارای یک دکترا در رشته برنامه‌ریزی در تربیت بدنی و نیز عضو هیئت علمی دانشکده تربیت بدنی و علوم ورزشی دانشگاه آزاد واحد تهران مرکز است.

## دوران ورزشکاری
رشتۀ تخصصی حمید سجادی ۳۰۰۰ متر بامانع بود. او در این رشته یک بار مدال طلای قهرمانی آسیا (۱۹۹۱ کوالالامپور)، چهار بار مدال برنز قهرمانی آسیا و یک مدال نقره در بازی‌های آسیایی ۱۹۹۸ بانکوک را کسب کرد. مدال نقره وی در بازی‌های آسیایی بانکوک در حالی به دست آمد که وی در اواسط مسابقه هنگام پرش از روی یکی از موانع به زمین افتاده بود، اما در ادامه توانست عقب‌ماندگی خود را جبران کند.
سجادی در المپیک ۱۹۹۲ بارسلون یکی از دو نماینده (همراه با حسین شایان) و در المپیک ۱۹۹۶ آتلانتا تنها نماینده دو و میدانی ایران بود. وی در المپیک بارسلون در رشته ۵۰۰۰ متر زمان ۱۴:۰۴٫۵۴ دقیقه و در ۳۰۰۰ متر بامانع زمان ۸:۳۶٫۸۷ را به جا گذاشت. در المپیک آتلانتا در دو ۱۰۰۰۰ متر شرکت کرده و با زمان ۲۹:۲۲٫۴۰ رکورد جدیدی را برای ایران ثبت کرد.
حمید سجادی در بازی‌های آسیایی ۱۹۹۴ هیروشیما در دو رشته ۱۵۰۰ متر و ۳۰۰۰ متر بامانع شرکت کرد و در هر دو ماده به مقام چهارم رسید.

### رکوردها

#### رکوردهای شخصی
- ۸۰۰ متر داخل سالن: ۱:۵۱٫۲۱ (بوداپست ۱۹۸۹) - رکورد پیشین ایران و جوانان آسیا[۹]
- ۱۵۰۰ متر داخل سالن: ۳:۴۸٫۳۲ (بوداپست ۱۹۸۹) - رکورد کنونی ایران[۹]
- ۱۵۰۰ متر: ۳:۴۱٫۶۶ (اشتوتگارت ۱۹۹۳) - رکورد پیشین ایران
- ۳۰۰۰ متر بامانع: ۸:۳۳٫۸۹ (کوالالامپور ۱۹۹۱) - رکورد پیشین ایران
- ۵۰۰۰ متر: ۱۳:۵۳٫۴۰ (یوتبری ۱۹۹۵) - رکورد کنونی ایران[۹]
- ۱۰۰۰۰ متر: ۲۹:۲۲٫۴۰ (المپیک آتلانتا ۱۹۹۶) - رکورد کنونی ایران[۹]

## دوران مدیریت
سجادی در دوره‌ای پیشینه مدیریت در فوتبال را هم داشته و مدتی به عنوان مدیرعامل باشگاه سایپا مشغول فعالیت بود.

### وزیر ورزش و جوانان
او در اواخر خرداد ۱۳۹۰ از سوی محمود احمدی‌نژاد به عنوان وزیر پیشنهادی ورزش و جوانان برای کسب رأی اعتماد به مجلس شورای اسلامی معرفی شد اما نتوانست رأی اعتماد مجلس را بگیرد. بار دیگر وی توسط سید ابراهیم رئیسی رئیس‌جمهور دولت سیزدهم برای وزارت ورزش و جوانان به مجلس معرفی شد که این بار توانست رأی اعتماد بگیرد.

#### فوتبال
در دوره سجادی بار دیگر بحث حق پخش و درآمد استقلال و پرسپولیس از صدا و سیما مطرح شد و مدیرعامل استقلال، مصطفی آجورلو نیز وعدۀ درآمدزایی بالایی از طریق بهره‌برداری از صدا و سیما را داد. دعوای استقلال با سازمان لیگ ایران سر گرفتن حق تبلیغات محیطی نیز در دوره مدیریت سجادی رخ داد که واکنش مثبت رسانه‌های ورزشی را در پی داشت.
او در شهریور ۱۴۰۰ اعلام کرده بود که استقلال و پرسپولیس تا دو ماه دیگر واگذار می‌شوند. وعده‌ای که در رسانه‌ها اعلام شد به دلایل «سیاسی و امنیتی» ممکن است انجام نشود. صدا و سیمای جمهوری اسلامی نیز که به رایگان از این دو باشگاه بهره‌برداری می‌کند و درآمد کلانی را از آنان به دست آورده‌است، از دیگر دلایل عدم امکان خصوصی‌سازی این دو تیم در این دوران دانسته شد.

#### ورزش زنان
او وعده خودکفایی ورزش زنان را داده بود.

### شورای عالی جوانان
سید ابراهیم رئیسی با صدور حکمی، سجادی را در تاریخ ۲۳ شهریور ۱۴۰۰، به عنوان دبیر شورای عالی جوانان منصوب کرد.

## تحریم‌ها
در ۲۴ ژانویه ۲۰۲۳ اتحادیه اروپا بر ضد جمهوری اسلامی تحریم‌های جدیدی را منتشر کرد که در فهرست تحریم‌ها ۱۸ شخصیت حقیقی و ۱۹ شخصیت حقوقی جمهوری اسلامی از جمله حمید سجادی قرار گرفتند.

## سانحهٔ سقوط بالگرد
در چهارم اسفند ۱۴۰۱ بالگرد حامل سجادی در حال فرود در مجموعه ورزشی شهرستان بافت دچار سانحه شد که منجر به درگذشت یکی از مشاوران وزیر ورزش به نام اسماعیل احمدی و خونریزی مغزی سجادی گردید. پس از آن سجادی و چند تن از مصدومان دیگر به علت وضعیت ناپایدار به بیمارستانی در کرمان انتقال یافتند.